# Козелът (теленовела)
„Козелът“ (на испански: El chivo) е колумбийско-мексиканска историческа теленовела от 2014 г., копродукция на мексиканската компания Телевиса и колумбийската компания RTI Producciones. Базирана е на романа Празникът на козела от перуанския писател Марио Варгас Льоса, който, от своя страна, разказва историята на доминиканския диктатор Рафаел Леонидас Трухильо, който управлява страната между 1930 и 1961 г. Сценарият е дело на Умберто Кико Оливиери.

## Актьори
- Хулио Брачо Кастилио – Рафаел Леонидас Трухильо
- Ейлин Морено – Мариана Дуран
- Диана Ойос – Анхела Дуран
- Мануела Гонсалес
- Иван Арана – Ласаро Конде
- Хавиел Делхидисе – Таеко Гереро
- Хуан Себастиан Калеро – Джони
- Хулио Санчес Коксаро – Агустин Кабрал
- Кристина Гарсия – Урания Кабрал
- Леонардо Акоста – Доменик
- Лаура Рамос – Росита
- Камило Саенс – Отец Гусман
- Лина Техейро – Селия
- Енилда Роса Вега Борха – Алисия

## Премиера
Премиерата на Козелът е на 23 септември 2014 г. по американския канал UniMás. Последният 70. епизод е излъчен на 31 декември 2014 г. Излъчването в Мексико е по канал Foro TV.

## Версии
- La fiesta del chivo (2006), испански игрален филм, режисиран от Луис Льоса.